# Maximilian Gandolph von Künburg
Maximilian Gandolph von Künburg (ur. 30 października albo 1 listopada 1622 w Grazu, zm. 3 maja 1687 w Salzburgu) – austriacki kardynał.

## Życiorys
Urodził się 30 października albo 1 listopada 1622 roku w Grazu, jako syn Reinprechta von Künburga i Heleny von Schrattenbach. Studiował w Grazu i Salzburgu, a następnie został kanonikiem kapituły Eichstätcie. W 1648 roku przyjął święcenia kapłańskie. 8 grudnia 1654 roku został wybrany biskupem Lavantu, a 1 sierpnia następnego roku przyjął sakrę. Dziesięć lat później został przeniesiony do diecezji Seckau. W 1668 roku został arcybiskupem Salzburga. 2 września 1686 roku został kreowany kardynałem prezbiterem, jednak nigdy nie pojechał do Rzymu i nie otrzymał kościoła tytularnego. Zmarł 3 maja 1687 roku w Salzburgu.